# Maurice Berkeley (3e vicomte Fitzhardinge)
Pour les articles homonymes, voir Maurice de Berkeley et Berkeley.
Maurice Berkeley (1628 - 13 juin 1690) est un homme politique anglais de la branche Bruton de la famille Berkeley. 

## Biographie
Il est le fils aîné de Charles Berkeley (2e vicomte Fitzhardinge) et de sa femme Elizabeth Killigrew. Il est baptisé le 15 juin 1628. Son père est le chef de la branche de la famille Berkeley fondée par Maurice Berkeley, qui est basée à Bruton, Somerset.
Contrairement à ses proches, il ne participe pas à la Première révolution anglaise. Le 1er janvier 1649, il épouse Anne Lee, fille de Sir Henry Lee, 1er baronnet, dont il a deux filles. Il a également deux fils naturels de Mary Rutley. Anne est la belle-fille de Robert Rich (2e comte de Warwick), Lord-grand-amiral, et Berkeley occupe un poste local sous le Protectorat : il est commissaire à l'évaluation de Somerset en 1657 et est de nouveau nommé à la commission en janvier 1660. En mars, il est nommé à la commission de la milice et à la commission de la paix pour Somerset.
Nommé capitaine de milice en avril 1660, il obtient un laissez-passer pour voyager à l’étranger et apporte à la cour de Charles II la nouvelle de la déclaration de George Monck en faveur de la restauration. Le 2 juillet 1660, il est récompensé par un titre de baronnet et nommé à la maison du duc de Gloucester en mai; cependant, Gloucester meurt de la variole en septembre et son mandat est caduc. En juin, il est nommé Lord de la chambre privée du roi. Berkeley occupe également brièvement deux postes de recettes en tant que trésorier et séquestre de la garnison de Dunkerque de décembre 1660 à 1661, et co-mandataire pour les licences de vin de 1661 à 1662.
Lors des élections de 1661, il est élu député de Wells. Il est modérément actif au sein du parlement cavalier, siégeant dans 72 comités, mais est beaucoup à l’étranger en Irlande. Il y est vice-président de Connaught de 1662 à 1666. Son oncle, John Berkeley (1er baron Berkeley de Stratton), est lord président de Connaught, bien que Maurice soit davantage attaché politiquement au duc d'Ormonde. Berkeley est également nommé au Conseil privé d'Irlande en 1663 et siège au Parlement d'Irlande de 1665 à 1666. Il est commissaire aux comptes d'accises dans ce pays de 1666 à 1667.
En Angleterre, il est nommé à la commission des officiers loyaux et indigents à Bristol en 1662 et est nommé lieutenant-adjoint de Somerset. De 1673 à 1679, il est commissaire d’évaluation de Wells et, de 1667 à 1679, il est colonel de milice à Somerset. En 1667, Berkeley est élu membre de la Royal Society. Il est nommé Custos Rotulorum of Somerset en 1675.
En 1668, il devient gentilhomme de la chambre privée ordinaire du roi et reste en poste jusqu'à la mort de Charles II en 1685. Il est capitaine d'une troupe de cavaliers indépendante en 1667 et en 1685, ainsi que d'une troupe de Irish Life Guards de 1676 à 1685. Il succède à son père en tant que vicomte Fitzhardinge, une pairie irlandaise créée à l'origine pour son frère cadet, en 1668.
Lors des élections de printemps 1679, il est battu à Somerset. il est de nouveau battu aux élections d'octobre alors qu'il se présente pour Bath. Il quitte la commission d'évaluation du Somerset en 1680.
Il est réélu à Bath lors de l'élection de 1681 et continue à le représenter jusqu'à sa mort. Devenu freemen de Bath en 1679, il est élu haut responsable de la ville en 1685.
En 1687, il est destitué de la commission de la paix du Somerset et de son poste de sous-lieutenant de Somerset, en février 1688, et en août 1688. Après la glorieuse révolution, il refuse de voter pour le transfert du trône à William et Mary. Il est nommé Lord Lieutenant du Somerset en 1689. En 1690, il est également nommé à la commission d'évaluation de Bath. Il meurt le 13 juin 1690. Son frère cadet John lui succède dans sa pairie irlandaise, tandis que son titre de baronnet anglais s'éteint.